# Ida Ougoummad
Ida Ougoummad  (in arabo ادا وكماض‎?) è un centro abitato e comune rurale del Marocco situato nella provincia di Taroudant, regione di Souss-Massa. Conta una popolazione di 7 880 abitanti (censimento 2014).